# Фароалд II (Сполето)
Фароалд II (Faroald II, Faruald, Farwald, † 728) e херцог (dux) на лангобардското Херцогство Сполето от 703 до 719/720 г.

## Биография
Той е син на херцог Тразимунд I († 703) и дъщеря на крал Гримоалд I.
След смъртта на баща му Фароалд го последва на трона. През 716 г. той завладява византийското военно пристанище Classis на Равена, но трябва отново да го напусне по заповед на крал Лиутпранд. Неговият син Тразимунд II въстава против него през 719/720 г., превзема дуката и изгонва Фароалд в манастир (…eumque clericum faciens.; „…и го прави духовник.“). 
Фароалд умира през 728 г. в подарения от него бенедиктински манастир Abbazia di San Pietro in Valle северно от Ферентило. По друга легенда той построява отново Abbazia di Farfa за Св. Томас от Мориен и още през 720 г., след явяването му на Мария, става монах в манастира и умира там на 19 февруари 728 г.

## Памет
Фароалд е честван на 23 март като Блажен.